# Elektronische Popmusik
Als elektronische Popmusik (oft auch Elektropop) wird Popmusik bezeichnet, bei der die Benutzung elektronischer Instrumente wie Synthesizern, Samplern und Drumcomputern im Vordergrund steht. Als Überbegriffe für die elektronischen Stile der Popmusik werden manchmal die Begriffe Synthiepop und Electro Pop verwendet, die jedoch auch eigenständige Genres innerhalb der elektronischen Popmusik bezeichnen.
Da spätestens seit den 1980er Jahren elektronische Technologie im gesamten Popmusik-Spektrum verwendet wird, gilt nur solche Musik als elektronische Popmusik, in der die Möglichkeiten der Elektronik im Bereich der Klangsynthese ausgeschöpft werden und als wesentliches Element der Musik bezeichnet werden können.

## Geschichte

### Die 1970er Jahre
Seit Ende der 1960er Jahre setzten immer mehr Rockmusik-Bands elektronische Musikinstrumente ein, zunächst jedoch für Klangexperimente, die mit einer massenkompatiblen Popmusik noch wenig zu tun hatten. Der britische Progrock (z. B. Pink Floyd) und das deutsche Pendant dazu, der Krautrock (z. B. Tangerine Dream), sorgten um 1970 für eine erste größere Welle der elektronischen Musikinstrumente in der Rockmusik.
In der Frühphase 1969 entstand das Lied Popcorn von Gershon Kingsley, der eine frühe Version des Moog-Synthesizers einsetzte, 1972 hatte die Band Hot Butter mit einem Remake von Popcorn einen großen Erfolg. Anfang 1972 hatte die englische Band Chicory Tip mit dem von Giorgio Moroder komponierten Son of my father einen Nummer-eins-Hit in den britischen Singles-Charts gehabt, bei dem ein Moog-Synthesizer prominent zum Einsatz kam.
Nachhaltiger war der Einfluss der aus der Krautrock-Tradition stammenden deutschen Gruppe Kraftwerk, die ab 1974 (Autobahn) eine eigene Symbiose aus einfachen Melodien, elektronischen Sounds und einem griffigen, technologieorientierten Image kreierten. Der Stil dieser Band und anderer Gruppen dieser Zeit wurde manchmal als Cosmic Rock oder Space Rock bezeichnet.
Zur gleichen Zeit nahmen auch die elektronischen Experimente in der musikalischen New-Age-Bewegung zu.
Ebenfalls aus dieser Zeit stammt das Album Oxygène (1976) von Jean-Michel Jarre. Es war eines der ersten vollelektronisch eingespielten Alben, das den Geschmack der Massen traf und Synthesizer-Musik einem erweiterten Hörerkreis zugängig machte. Aufgrund der rein instrumentalen Arrangements und der bewussten Abkehr von klassischen (Pop-)Songstrukturen werden die frühen Werke von Jarre ebenso wie die deutscher Synthesizer-Pioniere wie Tangerine Dream oder Klaus Schulze normalerweise nicht zum Synthie Pop gezählt.
Der 1977 von Donna Summer gesungene und von Giorgio Moroder produzierte Disco-Hit I Feel Love gilt aufgrund der mit Synthesizern erzeugten treibenden Sequenzer-Basslinie als Pionierstück der Elektronischen Tanzmusik und als bedeutender Vorläufer von House- und Techno-Musik.

### Die 1980er Jahre
Die ausgehenden 1970er und beginnenden 1980er Jahre wurden zu einem Wendepunkt in der elektronischen Popmusik. Waren Synthesizer in den 70er Jahren aufgrund ihres Preises nur wenigen Spitzenverdienern unter den Musikern vorbehalten, so kamen damals zunehmend (relativ) preiswertere und kompaktere Instrumente auf den Markt (v. a. der Hersteller ARP Instruments, Korg, Moog, Oberheim, Roland und Yamaha), die für einen größeren Kreis von Musikern erschwinglich wurden.
Die Folge war ein wahrer Boom von Synthesizer-Bands, die ihre Musik zunächst auf den ebenfalls in großer Zahl entstehenden Independent-Labels veröffentlichten. Viele dieser Bands beriefen sich eindeutig auf Kraftwerk, wobei aber ein Trend zu kompakteren, eingängigen und tanzbaren Songs erkennbar wurde. Immer mehr Bands setzten Synthesizer als eigenständige Klangquellen ein und kreierten so zahlreiche neue Stile. Diese reichten vom nahe an der traditionellen Popmusik stehenden Elektropop bis hin zu „alternativen“ Stilen wie Minimal Electro und Electro Wave.
Dank ihres neuartigen Sounds, der originellen Arrangements und nicht zuletzt ihrer guten Tanzbarkeit, wurden viele Synthiepop-Bands auch kommerziell erfolgreich, was im weiteren Verlauf der 1980er Jahre (ab ca. 1983/84) die Bildung tanzflächenorientierter, kommerzialisierter Stilrichtungen wie Italo Disco (Gazebo, Righeira, Savage) und Euro Disco (Fancy, Bad Boys Blue, C. C. Catch) zur Folge hatte.
In Deutschland war mittlerweile die Neue Deutsche Welle entstanden, eine deutschsprachige Variante des New Wave, die größtenteils vom Punk und der Avantgarde beeinflusst wurde. Der Einsatz elektronischer Instrumente war weit verbreitet, wie z. B. bei DAF, Der Plan oder Die Krupps.
Anfangs von großen Teilen der Musikpresse noch angefeindet, wurde elektronische Musik schnell stilprägend. Eine Vielzahl von Bands, die sonst eigentlich der traditionellen Popmusik angehörten, verwendete nun analoge Synthesizer-Klänge, die zum Zeitgefühl der 1980er Jahre passten. Aus den USA wäre hier z. B. Madonna mit frühen, wie aktuellen Hits („Holiday“, „Die Another Day“) zu nennen, ja selbst Musiker wie Paul McCartney bauten zeitweise analoge Synthesizer-Sounds in ihre Songs ein.
Waren Synthesizer anfangs noch monophon und analog, so kamen Mitte der 1980er Jahre immer mehr polyphon spielbare Geräte und Sampler auf den Markt. Während einige Elektronik-Bands ihren Sound veränderten und teilweise sogar eine Vorreiterrolle einnahmen (z. B. Depeche Mode bei der Verwendung von Samplern), verschwanden andere von der Bildfläche.
Ab 1985 hatte sich elektronische Musik jedoch endgültig auf breiter Ebene durchgesetzt, und es traten Bands wie Modern Talking, die Pet Shop Boys, Bananarama oder The Art of Noise auf den Plan, die jedoch nicht mehr dem Synthie-Pop, sondern zu Euro Disco und weiteren Genres der elektronischen Musik zugerechnet werden.

### Von den 1990er Jahren bis heute
Ab etwa 1988/1989 gelangte immer mehr der Einfluss von Techno und House in den Vordergrund. Es entstand die sogenannte Dance-Musik, die im Wesentlichen traditionelle Popmusik mit House-Beats war, allerdings auch einige neuere Elemente wie das Rappen einbezog. Auch der Musikstil Trance wurde um 1993 „verpoppt“ und mit gesungenen Melodien versehen, was zum sogenannten Eurobeat führte.
Ab 1996 besann man sich wieder auf die Wurzeln der elektronische Popmusik zurück, insbesondere auf den britischen Synthpop. Immer mehr Bands versuchten, den ursprünglichen Pop-Stil der 80er Jahre weiterzuführen. Der Höhepunkt dieser Bewegung wurde mit der Electroclash-Welle um 2001 erreicht, in der auch Elemente aus dem Punkrock und dem Electro verarbeitet wurden.

## Stile der elektronischen Popmusik
Die elektronische Popmusik besteht heute aus einem breiten Spektrum an Musikstilen, denen bis auf das Melodiöse, „Poppige“ wenig Gemeinsamkeiten anhaften.

### Stile nahe der traditionellen Popmusik
In den Anfangszeiten der elektronischen Popmusik wurden Synthesizer, Sampler und Drumcomputer als normale Musikinstrumente eingesetzt, die Struktur der Songs blieb aber der traditionellen Popmusik ähnlich. Hier entstanden folgende Stile:
- Synthiepop, ein Stil, in dem der Synthesizer eine große Rolle als Klangerzeuger innehatte (z. B. Depeche Mode)
- Elektropop, in dem im Vergleich zum Synthpop der Synthesizer mehr die Rolle eines Instrumenten unter vielen annahm
- Italo Disco, langsamer als der Euro Disco, die meisten Interpreten kommen aus Italien (z. B. Gazebo)
- Hi-NRG, eine schnellere Weiterentwicklung von Euro Disco, die den Übergang zur Dance-Musik einleitete

### Stile der Industrial- und Wave-Kultur
Bereits Mitte der 1970er wurde der Synthesizer auch in Stilen des Underground, insbesondere im Industrial-Umfeld eingesetzt. Hier hatten sie die Funktion, Stimmungen zu erzeugen und zu verstärken, beispielsweise durch Flächensounds oder Lärm. Im Zuge des New Wave lag in den 1980ern das Hauptaugenmerk auf Tanzbarkeit:
- Minimal Electro
- Electro Wave
- Electronic Body Music

### Stile mit House- und Techno-Einfluss („Dance Music“)
Diese Stile entstanden ab Ende der 80er Jahre, insbesondere jedoch in den 90er Jahren und waren vor allem auf Tanzbarkeit ausgelegt:
- New Beat, eine aus Belgien stammende Urform der Dance-Music mit Einflüssen aus dem EBM- und Acid-Bereich (z. B. Technotronic)
- Eurodance (Euro-Dancefloor), eine Kombination aus Hip House, Euro Disco und Techno-Elementen (z. B. SNAP!)
- US-Dancefloor, eine härtere Variante des Eurodance (z. B. Reel 2 Real)
- Dreamhouse, eine Mischung aus Dancefloor und Trance-Musik (z. B. Robert Miles)
- Happy Hardcore, eine schnelle, von Techno und Trance beeinflusste Weiterentwicklung von Eurodance (z. B. Mark'Oh)
- Future Pop: eine Mischung aus Eurobeat, Trance und modernem Electropop (z. B. VNV Nation)

### Retro-Stile um die Jahrtausendwende
Ab 1996/97 erwachte in der Szene wieder das Interesse am Sound der Frühzeit der elektronischen Popmusik, insbesondere aus der Zeit um 1980. Dieser wurde mit vielfältigen neuen Elementen kombiniert, wofür sich bald neue Wortschöpfungen fanden:
- Electroclash: ein um Punk und Techno-Elemente erweiterter, „härterer“ Stil des Synthpop